# Montgaillard, Ariège
Montgaillard är en kommun i departementet Ariège i regionen Occitanien i södra Frankrike. Kommunen ligger  i kantonen Foix-Rural som ligger i arrondissementet Foix. År 2022 hade Montgaillard 1 456 invånare.

## Befolkningsutveckling
Antalet invånare i kommunen Montgaillard
Referens: INSEE